# Хайни Валтер
Хайни Валтер (на немски: Heini Walter) е бивш пилот от Формула 1. Роден на 28 юли 1927 година в Алптал, Швейцария.

## Формула 1
Хайни Валтер прави своя дебют във Формула 1 в Голямата награда на Германия през 1962 година. В световния шампионат записва 1 състезание, като не успява да спечели точки. Състезава се с частно порше. Оттегля се от състезателна дейност през 1968 г., когато поема семейният бизнес след смъртта на баща си.
Умира на 81 години от инсулт.